# Nikola Stražičić
Nikola Stražičić (Babino Polje, 12. ožujka 1924. − Rijeka, 11. kolovoza 2018.) je bio hrvatski geograf. Smatra se utemeljiteljem moderne hrvatske pomorske geografije te je bio profesor emeritus Pomorskog fakulteta u Rijeci. Bavio se i regionalnom geografijom Jadrana i hrvatskih otoka. Autor desetak knjiga i stotinjak znanstvenih i stručnih radova, a njegovi udžbenici i dalje čine okosnicu nastave pomorske geografije hrvatskih pomorskih škola. Surađivao je u izradi Pomorske enciklopedije Leksikografskog zavoda Miroslav Krleža. Nositelj je Reda Danice hrvatske s likom Ruđera Boškovića.

## Značajnija djela
- Pomorski prolazi – ključne tačke svijeta, 1961.
- Otok Cres, 1981.
- Pomorska geografija svijeta, 1984.
- Pomorska geografija Jugoslavije, 1989.

## Vanjske poveznice
- Pregled radova[neaktivna poveznica] na Hrčku